# Méthode berlinoise
 (janvier 2009).
Si vous disposez d'ouvrages ou d'articles de référence ou si vous connaissez des sites web de qualité traitant du thème abordé ici, merci de compléter l'article en donnant les références utiles à sa vérifiabilité et en les liant à la section « Notes et références ».
Pour les articles homonymes, voir Berlinoise.
La méthode berlinoise est une méthode de conception de bac récifal permettant le maintien et la croissance de coraux durs en aquarium ; les poissons ne sont donc pas au centre des préoccupations dans ce type de bac, même s'il est bien évidemment possible qu'ils en abritent un certain nombre. Cette méthode a été développée par le club aquariophile de Berlin, sous la direction de Peter Wilkens. Son principe est de recréer un écosystème se rapprochant le plus possible du fonctionnement d'un récif corallien tropical.
Dans ce système, deux éléments vont jouer un rôle majeur dans le maintien de la qualité de l'eau :
- l'écumeur qui va neutraliser une grande partie de la matière organique avant que celle-ci ne pollue l'eau ;
- et les pierres vivantes qui vont filtrer l'eau du bac en permanence.

Le sable (qui servait de filtre dans la méthode Jaubert) est donc facultatif, et les aquariums utilisant la méthode berlinoise en sont totalement dépourvus ou n'en utilisent qu'une couche très fine (inférieure à 2,5 cm) pour ne pas capturer de matière organique.

## L'écumeur
Le rôle de l'écumeur est de retirer un maximum de matières organiques (protéines essentiellement) en suspension avant leur décomposition (cycle de l'azote). Sans cet appareil, l'eau serait très vite polluée et impropre pour les poissons et coraux. Pour augmenter son efficacité il est nécessaire de brasser fortement l'eau de l'aquarium pour éviter toute sédimentation. On estime le brassage idéal à 10 à 15 fois le volume du bac à l'heure, ce qui est atteint grâce à une série de pompes disposées dans le bac principal. Certains passionnés coordonnent ces pompes pour obtenir un effet de houle, récréant l'habitat des coraux sur une crête récifale battue par les vagues.
L'écumeur est généralement placé dans un autre bac appelé "bac de décantation" (souvent placé en dessous du bac principal pour des raisons de place) ; celui-ci récupère les eaux de surface (les plus chargées en matière organique) par un système de trop-plein. Il est également possible de récupérer une partie de l'eau par l'arrière du décor de l'aquarium afin d'éviter de créer des zones "mortes" et de maximiser l'efficacité de la filtration par les pierres vivantes. Le bac de décantation accueille également tous les autres éléments du traitement de l'eau (préfiltre pour les grosses particules, résistance, osmolateur, densimètre, etc.) qui sont ainsi cachés et libèrent de la place dans le bac principal. Son volume fait ainsi environ 30 % du volume du bac principal.

## Les pierres vivantes
Une fois l'eau partiellement débarrassée des protéines grâce à l'écumeur, reste à éliminer l'ammoniac issu du métabolisme des poissons et des autres habitants de l'aquarium : c'est le rôle des pierres vivantes. Leur porosité leur permet d'abriter d'importantes colonies de bactéries qui dégradent l'ammoniac en nitrites puis en nitrates ; ces derniers seront ensuite dégradés au cœur de la pierre vivante par les bactéries anaérobies qui colonisent les couches profondes de la pierre. 
L'action des pierres vivantes sera enfin complétée par des changements d'eau réguliers dont le volume et la fréquence varient selon l'efficacité du système, propre à chaque aquarium. Certains bacs berlinois fonctionnent quasiment sans changement d'eau si ce n'est ceux qui servent à compenser la consommation des oligo-éléments par les occupants du bac.
L'usage d'un dénitrateur sort du cadre strict du bac berlinois et pourra être utilisé en cas d'insuffisance du système.
Il faut une quantité importante de pierres vivantes pour assurer cette filtration : on conseille généralement un ratio de 15 à 20 kg de pierre par tranche de 100 litres. C'est autant de possibilités de créer des décors aux apparences naturelles, des caches pour les pensionnaires ainsi qu'un substrat favorable à la pousse des coraux et au développement de la microfaune.

## Autres éléments importants
Un bon éclairage est indispensable à la survie des zooxanthelles qui vivent en symbiose avec les polypes composant le corail ; on préconise l'utilisation des lampes HQI, dont le spectre et la température de couleur se rapprochent de la lumière solaire, associées à des tubes de couleur bleue.
La croissances des coraux durs a tendance à appauvrir l'eau en iode, calcium, strontium, magnésium et divers autres oligo-éléments ; il faudra donc réapprovisionner le bac de ces éléments régulièrement, soit par des changements d'eau réguliers, soit par l'utilisation de compléments distribués manuellement ou automatiquement (réacteur à calcaire, réacteur à calcium, pompes doseuses...).